# Gerber László (labdarúgó)
Gerber László (? – ?) háromszoros magyar bajnok labdarúgó, csatár.

## Pályafutása
1920 és 1923 között az MTK-ban szerepelt. A sorozatban tíz bajnoki címet nyerő csapat tagja volt, de nem tartozott a meghatározó játékosok közé, így csak három bajnoki cím megszerzésben volt része.

## Sikerei, díjai
- Magyar bajnokság
  - bajnok: 1920–21, 1921–22, 1922–23